# Göriach (Gemeinde Schlaiten)
Göriach ist eine Rotte der Gemeinde Schlaiten in Osttirol. Die Ortschaft liegt hoch über dem Iseltal an den Abhängen des Moschumandl.

## Geographie
Göriach liegt rund eineinhalb Kilometer nordwestlich des Ortszentrums von Schlaiten. Es erstreckt sich in Streulage über die Abhängen des Moschumandl und umfasst die Hofstellen Außergoing, Gant, Gridling, Gruben, Innergonig, Obertschellnig, Pedarnig, Plattner, Untertschellnig und Zischger. Im Süden trennt der Göriacher Bach die Ortschaft vom Schlaitener Ortsteil Gantschach. Inmitten der verstreuten Höfe liegt die Kapelle hll. Chrysanth und Daria, westlich der Höfe Innergoing und Außergoing inmitten des Göriacher Waldes, die Kapelle zum guten Hirten.

## Geschichte
Göriach wird erstmals  1385 in Zusammenhang mit einem Perthold ab Goriach erwähnt. Der Name einen abgeleiteten Einwohnernamen gorjane zurück und leitet sich vom slawischen gora (Berg, Bergwald) ab.
Göriach bestand 1991 aus 16 Gebäuden mit 13 Haushalten und 10 Land- und Forstwirtschaftlichen Betriebsstätten. Die Einwohnerzahl belief sich auf 71 Personen.